# Ulrich von Sax-Hohensax
Ulrich von Sax-Hohensax, né en 1462 et mort en 1538, fut le commandant en chef des armées confédérées lors de la campagne de Pavie de 1512-1513.
Il s'est illustré pendant la guerre de Souabe et puis lors de la quatrième guerre d’Italie à la tête des Suisses qui combattirent les armées françaises cherchant à conquérir le duché de Milan.

## Sources
1. ↑  Voir sa page du Dictionnaire historique de la Suisse (en source externe).

- Anna-Maria Deplazes-Haefliger, « Ulrich von Sax-Hohensax » dans le Dictionnaire historique de la Suisse en ligne, version du 11 janvier 2012.